# 1896 à Paris
 Chronologie de l'histoire de Paris
- 1892
- 1893
- 1894
- 1895
- 1896
- 1897
- 1898
- 1899
- 1900

Cette page concerne l'année 1896 du calendrier grégorien.

## Chronologie

### Janvier 1896
- x

### Février 1896
- x

### Mars 1896
- x

### Avril 1896
- 20 avril : Adoption par le conseil municipal du projet de réseau de chemin de fer métropolitain de Fulgence Bienvenüe et d'Edmond Huet

### Mai 1896
- x

### Juin 1896
- x

### Juillet 1896
- x

### Août 1896
- x

### Septembre 1896
- x

### Octobre 1896
- x

### Novembre 1896
- x

### Décembre 1896
- x